# Cleomella mexicana
Cleomella mexicana är en paradisblomsterväxtart som beskrevs av José Mariano Mociño, Amp; Sesse och Dc.. Cleomella mexicana ingår i släktet Cleomella, och familjen paradisblomsterväxter. Inga underarter finns listade i Catalogue of Life.